# Agolada

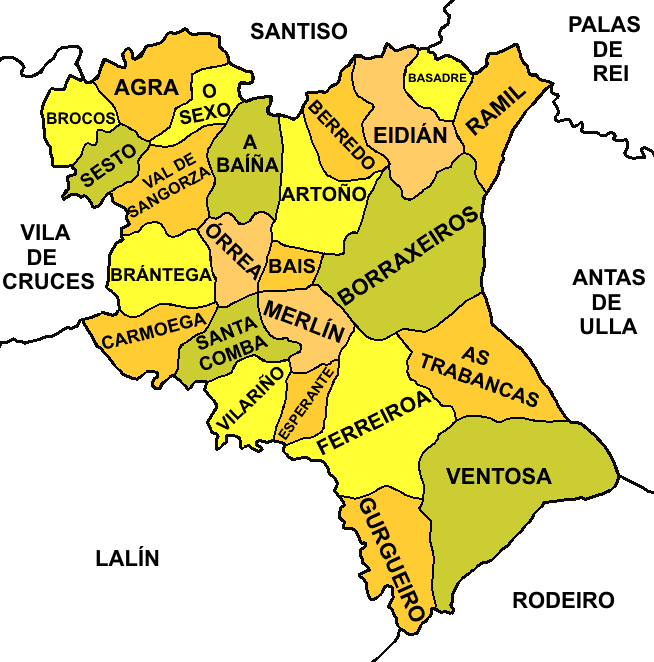
Parroquias de Agolada

Agolada (em espanhol, Golada) é um município da Espanha na província de Pontevedra, comunidade autónoma da Galiza. Tem 147,8 km² de área e em 2021 tinha 2 228 habitantes (densidade: 15,1 hab./km²).

## Demografia
| Variação demográfica do município entre 1991 e 2004 | Variação demográfica do município entre 1991 e 2004 | Variação demográfica do município entre 1991 e 2004 | Variação demográfica do município entre 1991 e 2004 |
| --------------------------------------------------- | --------------------------------------------------- | --------------------------------------------------- | --------------------------------------------------- |
| 1991                                                | 1996                                                | 2001                                                | 2004                                                |
| 5049                                                | 4915                                                | 3882                                                | 3678                                                |

## Patrimônio arqueológico
- Mámoas do Monte do Vilar, paroquia de Ventosa.
- Gravuras rupestres do Coto da Aspra, paroquia de Ventosa.
- Anta dos Muiños. Em Bidueiros, parroquia de Ferreiroa. Restos de pinturas
- Castro Marcelín. Em Vila Grande de Merlín.

## Patrimônio edificado
- Fortaleza de Borraxeiros, praça-forte fundada em tempos da Reconquista.
- Os Pendellos, antigo mercado do século XVIII.
- Casa de Cabanelas. Em Borraxeiros.
- Casa da Pena. Em Carmoega.

## Personalidades
- Manuel Costa Varela (1774-1849), militar e político.
- Primo Castro Vila (1880-1950), alcalde republicano.